# Юргамыш (приток Тобола)
Юргамыш — река в России, протекает в Курганской области. Устье реки находится в 746 км по левому берегу реки Тобол. Длина реки составляет 132 км.
По мнению филолога Б. А. Моисеева, компонент «-мыш» в гидронимах Салмыш (Оренбургская область), Юргамыш, Куртамыш (Курганская область) имеет тюркское происхождение и переводить его следует как «река».
Средний расход воды у села Шмаково составляет 1.3 м³/с, при паводках в апреле сток может достигать 25,4 м³/с.

## Притоки
- 48 км: Падун (правый)
- 54 км: Падун Верхний (левый)
- 90 км: Таловка (правый)

## Данные водного реестра
По данным государственного водного реестра России относится к Иртышскому бассейновому округу, водохозяйственный участок реки — Тобол от впадения реки Уй до города Курган, речной подбассейн реки — Тобол. Речной бассейн реки — Иртыш.
Код объекта в государственном водном реестре — 14010500312111200002297.